# Niza Ganor
Niza Ganor (* als Anna Fränkel am 29. Juni 1925 in Lemberg, damals Polen; gestorben 25. Oktober 2018 in Jerusalem) war eine jüdische Zeitzeugin des Holocaust und Lehrerin in Israel.

## Leben
Nach dem Überfall der deutschen Wehrmacht auf die Sowjetunion im Juli 1941 versuchte ihre Mutter, die damals 16-jährige Tochter Anna vor den Verfolgungen und Pogromen der Nationalsozialisten zu retten, indem sie sie mit einer neuen Identität ausstattete: Als christliches Mädchen namens „Anuschka“, versehen mit Papieren, die sie als ukrainische Fremdarbeiterin auswiesen, sollte Anna Fränkel versuchen, Krieg und Verfolgungszeit zu überleben.
Die Deutschen schickten „Anuschka“ zum Arbeitseinsatz nach Österreich, wo sie als Zwangsarbeiterin der Familie des SS-Sturmbannführers der Reserve Günther Pauli als Hausgehilfin zugeteilt wurde. Dieser denunzierte sie im Frühjahr 1944 als Jüdin, woraufhin sie brutalen Verhören unterworfen und im Oktober 1944 von Wien ins KZ Auschwitz, später ins KZ Ravensbrück deportiert wurde. Sie überlebte und wurde im Frühjahr 1945, schwerkrank und dem Tode nahe, aus dem KZ Neustadt-Glewe befreit. Später emigrierte sie nach Israel und war dort bis zu ihrer Pensionierung im Jahre 1982 als Lehrerin in Jerusalem tätig.
Über ihr Verfolgungsschicksal schrieb sie ein 1987 publiziertes Buch, dessen Übersetzung aus dem Hebräischen ins Deutsche Wer bist du, Anuschka? (1996) im Jahr 1998 mit dem Sonderpreis des Österreichischen Kinder- und Jugendbuchpreises ausgezeichnet wurde.

## Schriften
- Wer bist du, Anuschka? Die Überlebensgeschichte eines jüdischen Mädchens. Aus dem Hebräischen übertragen von Wolfgang Jeremias. C. H. Beck, München 1996, ISBN 3-406-40526-6 (Taschenbuchausgabe: Goldmann, 1999, ISBN 3-442-72384-1)